# Лаурилсульфат натрия
Лаурилсульфат натрия (англ. sodium lauryl sulfate, SLS) или додецилсульфат натрия (англ. sodium dodecyl sulfate, SDS) — натриевая соль лаурилсерной кислоты, анионоактивное поверхностно-активное вещество. Представляет собой амфифильное вещество, применяющееся в промышленности как сильное чистящее и смачивающее средство, машинных маслах, при производстве большинства моющих средств, шампуней, зубной пасты, косметики для образования пены. Также используется в производстве стали.
При электрофорезе белков используется для денатурации полипептидов и нейтрализации заряда молекул. 

## Применение
Используется в качестве мощного детергента в промышленности, фармакологии, косметологии. Наиболее распространённое поверхностно-активное вещество, часто в составе различных смесей, таких, как Авироль и другие. Его включают в большинство очищающих рецептур, в том числе, во многие зубные пасты, шампуни, так как он дешёв и обеспечивает эффективное пенообразование и очищение. 

## Влияние на здоровье
Лаурилсульфат натрия может серьёзно ухудшать кожные проблемы у больных атопическим дерматитом.
Как компонент зубной пасты может вызывать стоматит и появление афт. Использование зубных паст без лаурилсульфата натрия может уменьшить язвы.
Показано, что лаурилсульфат натрия раздражает кожу лица лишь при длительном воздействии (более часа). 
По заключению экспертов Cosmetic Ingredients Review (организация, занимающаяся проверкой безопасности косметических ингредиентов), лаурилсульфат натрия и родственный ему лаурилсульфат аммония в концентрации 2 % вызывают раздражение кожи у подопытных животных и некоторых людей. Поэтому длительное использование моющих средств с лаурилсульфатом натрия (или аммония) может привести к развитию сухости кожи, её шелушению, выпадению волос, появлению комедонов, спровоцировать дерматиты. Однако ни у лаурилсульфата натрия, ни у лаурилсульфата аммония (даже в высокой концентрации) не было выявлено ни канцерогенного, ни эмбриотоксического действия.
Промышленные способы получения лаурилсульфата натрия:
- сульфатирование лаурилового спирта хлорсульфоновой кислотой, вакуумирование, нейтрализация едким натром, фильтрация, промывка спиртом, сушка[1];
- сульфатирование додецилового спирта хлорсульфоновой кислотой, обработка амиловым спиртом, нейтрализация, фильтрация, сушка, перекристаллизация конечного продукта[10];
- сульфатирование лаурилового спирта хлорсульфоновой кислотой, удаление хлористого водорода, нейтрализация раствором щелочи, фильтрация, сушка (см.а.с. СССР №682512).